# 인터미션 (영화)
《인터미션》(Intermission)은 존 크롤리가 감독을 맡고 마크 오로가 각본을 쓴 2003년 아일랜드의 블랙 코미디 범죄 영화다. 최근에 헤어진 어린 커플인 존(킬리언 머피)와 데어드르(켈리 맥도널드), 그리고 그들과 관련된 사람들의 이야기를 다루고 있다. 영화는 아일랜드의 더블린에서 찍었으며 다큐멘터리 형식을 띄고 있는데 각각의 스토리라인이 다른 것과 겹쳐진다.

## 줄거리
레히프(콜린 패럴)은 항상 문제를 일으키는 하찮은 범죄자다. 레히프의 상대, 아일랜드 형사 제리 린치(콤 미니)는 자기 자신을 더블린의 "더러운 자식들" 과 싸우는 구조자라고 말한다. 그리고 린치가 아일랜드 지상파 TV 시리즈의 주체가 되기에 너무 외설적이라고 생각하며 "부드럽게 가자"는 상사에게 해가 되는 야심찬 제작자 벤 캠피언(토머스 오서일리베인)이 그를 돕는다.
교통 사고를 찍는 동안, 벤은 이층버스가 부서지자 승객들을 도와준 데어드르의 동생 샐리(셜리 헨더슨)에게 관심을 집중한다. 샐리는 그녀의 외모에 확신이 가지 않아, 데어드르가 그녀의 새로운 남자친구인 샘(마이클 매켈하튼)을 과시하자 싸늘하게 군다. 샘은 중년의 은행 매니저로 14년간 같이 산 부인 노엘린(드어드리 오케인)에게 그녀가 여자와 아내로서 가치가 있는가 하는 질문만 남긴 채 그녀를 떠난다.
존, 데어드르의 전 남자친구는 완전히 그녀를 잃자 그녀를 되찾기 위해 무슨 짓이든 하겠다고 결심한다. 따라서 그는 부서진 버스의 운전사 믹(브라이언 F. 오바이런)과 레히프와 함께 터무니없는 계획에 참여한다. 그들은 샘을 납치해 몸값을 갚을 수 있게 그를 은행으로 보내 돈을 가져오게 한다. 샘이 돈을 찾았을 때 일이 뒤틀리는데, 격분한 노엘린이 길거리에 나타나 샘을 폭행하는 바람에 경찰이 나타났기 때문이다. 믹과 존은 돈없이 그 장소에서 도망친다.
믹은 앞유리에 돌을 던져 그가 방향을 바꾸고 버스를 부수어, 결국 해고당하게 만든 필립(테일러 몰리)을 보자 복수하려는 강박관념에 사로잡힌다. 상황은 그의 생각대로 되지 않고, 믹은 쓰디쓴 교훈을 얻게 된다. 린치는 레히프를 평야로 몰아가고, 예상치 못했던 결과를 직면하게 된다.
마지막 부분에서 노엘린과 샘은 집으로 돌아와 TV를 본다. 노엘린이 고의로 리모콘 위에 앉고 손으로 채널을 바꾸라고 샘을 괴롭힌다.

## 출연진
- 콜린 패럴 위법을 저지르는 취미가 있는 하찮은 범죄자 레히프 역.
- 킬리언 머피 데어드르의 예전 남자친구인 존 역.
- 켈리 맥도널드 데어드르 역
- 콤 미니 형사 제리 린치 역
- 셜리 헨더슨 샐리 역
- 드어드리 오케인 노엘린 역
- 마이클 매켈하튼 중년의 은행 매니저인 샘 역
- 토머스 오서일리베인 야심찬 제작자 벤 캠피언 역
- 브라이언 F. 오바이런 버스 운전사 믹 역

## 제작

### 세부요소
아일랜드 영화 분류성(IFCO) 등급: 15PG (영화관)/ 15 (비디오)
영국 영화 분류국(BBFC) 등급: 18
미국영화협회(MPAA) 등급: R

## 반응
이 영화는 영화 전문 비평가들로부터 많은 호평을 얻었다. 대표적으로 로튼 토마토(Rotten Tomatoes)에 따르면 93명의 후기 중 73%가 이 영화에 좋은 점수를 주었다. 비평가들은 영화에 대해 "신랄하며 원기왕성의 집합" 라고 표현을 일치했다.
유명한 비평가인 로저 이버트와 리차드 로퍼 역시 영화에 대해 좋은 평가를 내렸다. 로퍼는 영화를 "형편없는 사람들에 관한 마음에 드는 영화" 라고 묘사했다.